# Asher Keddie
Asher Keddie, née le 31 juillet 1974 à Melbourne, est une actrice australienne.

## Biographie
Elle est connue pour son travail dans des pièces de théâtre et des rôles principaux de séries (Paper Giants: The Birth of Cleo, Offspring, Underbelly, Love My Way, Hawke ou encore Rush).
Asher Keddie a remporté un Logie Award en 2013 pour son rôle dans Offspring. Elle a aussi remporté un ASTRA Award et un AACTA Award.